# Cardiacs
Cardiacs est un groupe de rock britannique, originaire de Kingston upon Thames, Greater London, en Angleterre. Il a été formé en 1977. Son style musical combine un large éventail de genres musicaux et a souvent été qualifiée de « pronk », contraction de progressif et punk, bien que le chanteur Tim Smith lui préfère simplement le terme de psychédélique ou pop. Leur musique est soutenue par le chant singulier et les paroles poétiques et cryptiques de Smith,,,.
Selon la revue musicale Organ, « une seule chanson des Cardiacs peut contenir les idées suffisantes à la carrière entière de la plupart des autres groupes ».

## Biographie

### Cardiac Arrest (1977–1980)
Les frères Jim et Tim Smith ont grandi à Chessington, Surrey, et forment leur premier groupe dans le quartier voisin de Kingston upon Thames, Greater London. En 1975, Tim, encore adolescent, joue de la guitare dans un groupe de « punky-psychédélique » sans nom avec deux amis d'école – Mark Cawth (à la batterie) et David Philpot (au clavier).
Le groupe devient finalement Cardiacs en 1977. La formation initiale comprend Michael Pugh au chant, Tim Smith à la guitare et aux chœurs, et Peter Tagg à la batterie. La formation est complétée par Jim Smith, qui se joint à la basse et aux chœurs. Les frères Smith, Tagg et Pugh jouent leur premier concert en 1978 au Kaleidoscope de Kingston upon Thames, sous le nom de The Filth (parfois rappelé incorrectement Philip Pilf and the Filth). À la période de leur second concert (également organisé au Kaleidecope la même année), le groupe devient Cardiac Arrest. Cardiac Arrest produit une démo sept pistes aux Elephant Studios de Londres et devient un sextuor après avoir recruté Colvin Mayers (claviers) et Ralph Cade (dont la contribution est principalement théâtrale sur scène avec un saxophone et des pas de danse). Le groupe joue dans des pubs, auberges de jeunesse, écoles, hôtels et festivals gratuits. 
Le premier single vinyle de Cardiac Arrest est enregistré aux Elephant Studios et s'intitule A Bus for a Bus on the Bus, publié en 1979 au label Tortch Records. Plus tard dans l'année, Peter Tagg et Ralph Cade quittent le groupe (pour former The Trudy avec Derek Tagg) et le multi-instrumentiste Mark Cawthra devient le batteur du groupe. Michael Pugh quitte aussi le groupe peu de temps après, et Tim Smith se met au chant tout en jouant de la guitare. À cette période, Cardiac Arrest opère comme un groupe de jazz ou même comme une équipe de football, qui garde des musiciens sur le banc de touche pour éviter les absences. Le futur percussionniste des Cardiacs, Tim Quy, joue d'abord avec le groupe au nightclub Snoopies de Richmond au début de 1980 : cette période marque aussi l'arrivée de la saxophoniste Sarah Cutts.
Plus tard en 1980, Cardiac Arrest sort une cassette auto-promotionnelle intitulée The Obvious Identity. L'album est produit par Tim Smith avec une éthique punk/DIY en tête. Finalement, 1 000 cassettes sont enregistrées, et vendues exclusivement aux concerts.

### Débuts des Cardiacs (1981–1983)
En 1981, Cardiacs auto-produisent la cassette album, Toy World, qui comprend d'anciens et nouveaux morceaux de la période Cardiac.
En 1982, Colvin Mayers quitte le groupe pour se joindre à The Sound (un groupe mené par Adrian Borland et avec qui Tim a anciennement collaboré). Sarah Cutts reprend brièvement les claviers live et le saxophone, avant le passage de Mark Cawthra de la batterie aux claviers, et l'arrivée de Dominic Luckman à la batterie.
À la mi-1983, Mark Cawthra quitte le groupe pour être remplacé par William D. Drake. Tim Smith avait rencontré Drake en 1982 pendant ses débuts sur scène avec le groupe Honour Our Trumpet. Au départ de Cawthra, Drake est invité par Smith à se joindre aux Cardiacs. Drake joue son premier concert avec le groupe le 31 août 1983. Au cours de cette même année, Tim Smith produit deux passages de comics intitulés Peter and His Dog et Peter and His Dog Spot,.

### The SeasideetSeaside Treats(1984–1985)
À l'automne 1984, le groupe, établi comme sextuor, est considéré comme « la formation classique » – Tim Smith (chant et guitare), Jim Smith (basse et chant), William D. Drake (claviers et chant), Sarah Smith (saxophones et chant), Tim Quy (percussions et basse) et Dominic Luckman (batterie).
La première sortie des Cardiacs avec cette formation dite classique est le troisième album, The Seaside. L'album est publié par leur propre label, Alphabet (plus tard rebaptisé Alphabet Business Concern). La mythologie sinistre et bizarre de Alphabet Business Concern devient la partie la plus importante des prestations artistiques des Cardiacs, et les membres la revendiquent à chaque occasion,. Le groupe se transforme en un groupe théâtral, impliquant uniformes et maquillages.
Un projet dérivé des Cardiacs – Mr and Mrs Smith and Mr Drake – émerge en 1984. Comme le nom le suggère, il représente Tim et Sarah Smith, en plus de William D. Drake, et reprend les morceaux de Cardiacs dans un style acoustique discret. Ce projet publiera une cassette album seulement disponible au fan club des Cardiacs. Plus tard, ce projet sera rebaptisé The Sea Nymphs.
Le 1er avril 1985, une tentative de filmer les Cardiacs se fait lors d'un concert aux Surbiton Assembly Rooms. Le groupe fait la rencontre du réalisateur Mark Francombe (plus tard membre des Cranes) et de son collègue Nick Elborough, à cette période tous deux étudiants au Portsmouth College of Art and Design. Francombe et Elborough leur proposent de les filmer pour un projet d'étudiants. Cependant, après avoir vu les résultats, le groupe décline l'offre et refuse de donner son feu vert à une publication. En revanche, ils gardent Francombe et Elborough pour un nouveau projet vidéo intitulé Seaside Treats, nommé d'après le single éponyme publié à cette période.

### DeBig ShipàOn Land and in the Sea(1986–1991)
En 1986, Cardiacs publient le mini-album Big Ship. Le groupe joue au Reading Festival le 24 août, publiant un montage audio de l'album Rude Bootleg.
En mars 1987, un tabloïd britannique, The Sunday Sport, publie une histoire qui est une sorte d'exposé révélant une relation supposément incestueuse entre Tim et Sarah Smith, dans lequel le couple est décrit comme frère et sœur. Le titre est In the bizarre world of music... anything goes – even incest.
En 1988, Cardiacs publient leur quatrième album, A Little Man and a House and the Whole World Window. Le single Is This The Life?, issu de l'album, est un bref succès dans les charts grâce aux diffusions télévisées et radiophoniques, et attire l'attention d'un public plus large lorsqu'il atteint l'Independent Top 10 britannique. Le groupe consolide ce succès avec un autre single, une reprise de Susannah's Still Alive de The Kinks, accompagnée d'un clip réalisé par Steve Steve Payne. Plus tard dans l'année, Cardiacs enregistrent ce qui deviendra leur cinquième album, On Land and in the Sea, qui sera publié en 1989.

### Heaven Born and Ever Bright(1991–1994)
Cardiacs se trouvent profondément affectés par les multiples départs qui ont lieu entre 1989 et 1991. Le départ de Drake affectera particulièrement le style musical du groupe. Drake étant considéré irremplaçable, Cardiacs choisissent de ne pas recruter de nouveau claviériste, restant ainsi un quatuor de guitares, basse et batterie (avec Christian Hayes qui est remplacé à la seconde guitare par Jon Poole). Avant la fin de l'année 1991, le groupe sort un single, intitulé Day Is Gone, et joue plusieurs concerts entre octobre et décembre. Cette année est aussi celle de  la sortie de Songs for Ships and Irons, qui comprend des morceaux du mini-album Big Ship, de plusieurs singles et autres EP.
Avant le départ de Hayes, Cardiacs enregistrent un album intitulé Heaven Born and Ever Bright. Il est publié dès l'été 1992, et est le fuit d'un nouveau contrat de distribution avec Rough Trade Records,. Cependant, le mal frappe le groupe lorsque Rough Trade cesse la distribution peu après la sortie de l'album. En juillet 1993, le batteur Dominic Luckman décide de quitter le groupe. Il joue son dernier concert avec Cardiacs le 20 juillet au Camden Palace, à Londres. En décembre 1993, Cardiacs révèlent son nouveau batteur, Bob Leith. Cependant, le groupe restera silencieux et ne jouera guère que quatre concerts.

### Sing to GodetGuns(1995–2002)
Après trois ans sans nouvel album, 1995 voit la sortie du single Bellyeye sur Org Records. Sing to God est un double album, publié la même année.
En avril 1995, Cardiacs jouent une session radio sur la BBC Manchester à l'émission de Mark Radcliffe. En mai, ils tournent avec Pura Vida et Sidi Bou Said et enregistrent une session acoustique pour GLR Radio. Le 17 juin, ils ouvrent en concert pour Blur au London Mile End Stadium. Entre le 31 octobre et le 19 novembre, Cardiacs jouent longuement pendant la tournée britannique de Chumbawamba. En juin et novembre 1996, Cardiacs embarquent pour deux tournées britanniques, passant par le London Astoria 2 le 2 novembre. La tournée de juin est promue par une session radio sur la BBC Manchester avec Mark Radcliffe, diffusée le 11 juin. Les deux prochaines années assistent à une mort temporaire des Cardiacs et activité live réduite. Cependant, il y aura plus de concert en juin 1998. La même année, Cardiacs jouent à plusieurs reprises en Allemagne et aux Pays-Bas, et apparaissent à Brighton et à un festival à St Austell, Cornwall. Au début de 1999, Cardiacs jouent trois nuits d'affilée au Camden Falcon, Londres, entre le 29 et 31 janvier.
En 1999–2000, Cardiacs composent des morceaux pour un nouvel album (comprenant Sparkly Silvery Sky). Malheureusement, ces chansons se perdront lors d'un accident en studio et l'album ne sera jamais publié.

### The Garage Concertset changements (2003–2008)
Entre le 17 et le 19 octobre 2003, Cardiacs enregistrent trois concerts spéciaux au Highbury Garage de Londres. À l'automne 2004, Torabi remplace officiellement Poole comme second guitariste des Cardiacs, et fait son premier concert formel le 12 novembre à l'Astoria.

### Pause (depuis 2008)
À la fin juin 2008, Tim Smith souffre d'une attaque cardiaque et d'un sévère accident vasculaire cérébral après avoir quitté un concert de My Bloody Valentine. À l'hôpital, Il subit un second AVC, ce qui le laisse dans un stade avancé de handicap physique,,. Toutes les activités et sorties des Cardiacs sont immédiatement mises à l'arrêt jusqu'à ce que les autres membres en sachent plus. Une année passe, durant laquelle Smith récupère en privé. En juin 2009, une annonce paraît sur le site web du groupe, expliquant qu'après un an de convalescence, Tim Smith a pu récupérer ses esprits et ses capacités physiques ; en août 2010, cependant, Kavus Torabi annonce que le groupe ne rejouera plus jamais sur scène.
En janvier 2018, presque dix ans après l'accident de Tim Smith, plusieurs explications sont rendues publiques sur le site web du groupe. Un appel aux dons est lancé pour financer les traitements de Tim.

### Mort de Tim Smith
Tim Smith meurt d'un infarctus le 21 juillet 2020 à l'âge de 59 ans.
Sa mort sera annoncée par son frère Jim et le guitariste Kavus Torabi.

## Discographie

### Albums studio
- Toy World, Cassette (1981)
- The Seaside (1st Version), Cassette (1984) ALPH 001
- Big Ship, Mini LP (1986) ALPH 004
- A Little Man and a House and the Whole World Window, LP/CD (1988) ALPH 007/TORSO CD060
- On Land and in the Sea, LP/CD(1989) ALPH 012/TORSO CD120
- The Seaside (2nd Version), LP/CD (1990) ALPH 013
- Heaven Born and Ever Bright, CD (1991) ALPH 017
- Sing to God, CD (1995) ALPH 022 (double CD en édition limitée), ALPH 023 (CD One), ALPH 024 (CD Two).
- Guns, CD (1999) ALPH 027

### Démos
- Demo, Cassette démo (1979) (sous le nom de Cardiac Arrest)
- The Obvious Identity, cassette (1980) (sous le nom de Cardiac Arrest)

### Singles et EP
- A Bus for a Bus on the Bus, 7" (1979) TOR 002 (as Cardiac Arrest)
- Seaside Treats, 12" EP (1985) ALPH 002
- There's Too Many Irons in the Fire, 12" (1987) ALPH 006
- Is This the Life?, 7" and 12" (1988) ALPH 008/TORSO 70060
- Susannah's Still Alive, 7" and 12" (1988) ALPH 009
- Night Tracks, (The Janice Long Session) 12" EP (1988) SFNT 013
- Baby Heart Dirt, 7" and 12" (1989) ALPH 011
- Day Is Gone, 12" and CD Single (1991) ALPH 015
- Bellyeye, CD Single (1995) ORGAN011
- Manhoo, CD Single (1995) ALPH 025
- Odd Even, CD Single (1995) ALPH 026
- Cardiacs/Camp Blackfoot, CD Single (1998) ORG056
- Signs, CD Single (1999) ALPH 028
- Ditzy Scene, CD Single (2007) ORG419

### Compilations
- Archive Cardiacs Cassette/CD (1989) ALPH 000
- Songs for Ships and Irons, LP/Cassette/CD (1991) ALPH 014
- Sampler, CD (1995) ALPH 019
- Greatest Hits CD (2002) ALPH 029

### Albums live
- Rude Bootleg, LP/Cassette/CD (1986) ALPH 005
- Cardiacs Live, LP/CD (1988) ALPH 010
- All that Glitters is a Mares Nest, CD (1995) ALPH 018
- The Special Garage Concerts Vol I, CD (2005) ALPH CD030
- The Special Garage Concerts Vol II, CD (2005) ALPH CD031

## Vidéos
- Seaside Treats, (1985) JE 140
- Maresnest, (1992) LFV 116
- Some fairytales from the rotten shed (2017)